# Neva (banda)
Neva fue un grupo de rock gótico que se formó en Saint Quentin, Francia, formado por Jacquy Bitch (voz, bajo y guitarra), Bob y Eric (teclado), y Reneé (batería) en otoño de 1983. Jacquy estaba muy influenciado por bandas como Virgin Prunes y Christian Death, y de esta manera, todos los conciertos de Neva estaban caracterizados por una especie de atmósfera  teatral durante su desarrollo. En su estilo musical del grupo destaca el prominente uso de los teclados y las características voces de Jacquy.
Posiblemente una de los más importantes bandas de la escena independiente francesa de su época, Neva se separó en 1990, empezando Jacquy Bitch su carrera en solitario.

## Discografía
- Frenezie (7) - 1987
- Individu (MC) - 1988
- Fausse Conscience (MC) - 1989
- Fausse Conscience (CD) - 1999

- Datos: Q3338804